# Huret (Fahrradkomponentenhersteller)
Huret war ein französischer Hersteller von Fahrrad-Schaltwerken. An vielen älteren Motobecane und Peugeot-Rädern sind Huret-Schaltwerke verbaut. In den 1980er Jahren wurde das Unternehmen von Fichtel & Sachs gekauft. Sachs gehört seit Mitte der 1990er Jahre wiederum zu SRAM.

## Geschichte

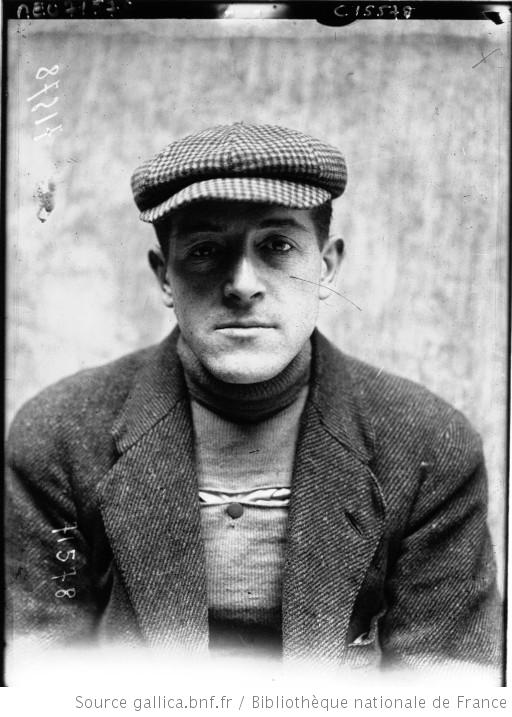
Firmengründer André Huret vor dem Start von Paris–Roubaix 1919

Das Unternehmen wurde 1920 von dem Radrennfahrer André Huret (1891–1964), einem Neffen des Steher-Weltmeisters Constant Huret, in Puteaux bei Paris gegründet. Er selbst hatte 1911 das Rennen Paris–Turin gewonnen und war 1919 sowie 1920 bei der Tour de France gestartet. Bei Paris–Roubaix im Jahre 1919 belegte er Rang zwölf.
In seinem Unternehmen produzierte Huret zunächst erfolgreich Flügelmuttern, die wegen ihrer Qualität geschätzt waren. 1930 zog das Unternehmen auf ein größeres Gelände in Nanterre um. Dort begann er mit der Produktion von Kettenschaltungen. Als ehemaligem Rennfahrer gelang es ihm, Radsport-Kollegen wie Maurice Archambaud und Georges Speicher zu überzeugen, sein Modell zu benutzen. Trotzdem blieb der wirtschaftliche Erfolg für die Schaltungen zunächst aus, und der Verkauf der Flügelmuttern sicherte den Bestand des Unternehmens. Huret entwickelt die Schaltungen über die Jahre immer weiter und entwarf auch verschiedene Modelle für verschiedene Zwecke. Erst nach dem Zweiten Weltkrieg und nachdem seine beiden Söhne Roger und Jacques in das Unternehmen eingetreten war, stieg die Nachfrage nach seinen Schaltwerken. 1949 präsentierte Huret ein neues Modell, mit dem der Rennfahrer Louison Bobet dreimal die Tour de France, eine französische Meisterschaft sowie eine Weltmeisterschaft gewann. Zunächst hieß es Tour de France, aber 1951 Type Louison Bobet.
André Huret starb 1964 im Alter von 73 Jahren. Schon in den Jahren zuvor hatten die Söhne das Management des Unternehmens übernommen. Sie weiteten die Produktpalette um Fahrradtachometer erfolgreich aus, und zwei weitere Produktionsstätten wurden eröffnet. 1965 hatte das Unternehmen 300 Mitarbeiter, und monatlich wurden 110.000 Kettenschaltungen, 300.000 Flügelschrauben sowie 30.000 Tachometer hergestellt. Im selben Jahr wurde das Schaltungsmodell Allvit zum fünfmillionstenmal ausgeliefert. 1978 zog Huret den Konkurrenten nach, indem das Unternehmen ganze Sets von Fahrradkomponenten unter seinem Namen vermarktete.
Neben Simplex war Huret zwischen dem Zweiten Weltkrieg und den späten 1980er Jahren einer der führenden französischen Hersteller von Schaltwerktechnik.
Bis 1980 war Huret ein reines Familienunternehmen, das von André Hurets Kindern und Enkeln geführt wurde. Jährlich wurden mehrere Millionen Schaltungen und eine Million Tachos ausgeliefert, zwei Drittel davon waren für den Export bestimmt. Trotzdem arbeitete das Unternehmen nicht wirtschaftlich genug.
In den 1980er Jahren wurde Huret, letzter französischer Hersteller von Schaltungen, von Fichtel & Sachs aufgekauft, welches heute zu SRAM gehört. Huret produzierte unter verschiedenen Labels bis in die frühen 1990er Jahre weiter. Vor allem unter den Namen Sachs-Huret, Sachs oder auch Edco wurden Huret-Produkte vertrieben.

## Schaltwerke (Auswahl)

### Allvit
Das bekannteste Modell des Herstellers war das in den 1960er Jahren eingeführte Modell "Allvit", das erste preiswerte Schaltwerk in Parallelogrammbauweise. Bis in die 1970er Jahre wurden Hunderttausende dieser Schaltwerke gebaut und verkauft. Der Federungsmechanismus des Allvit war im Gegensatz zu heutigen Schaltwerken über Schrauben justierbar. Durch die Ausrichtung des Parallelogramms konnte die Führungsrolle des Schaltwerks sehr nah am Ritzelpaket gehalten werden.

### Jubilee
"Jubilee" war im preislich gehobenen Segment des Unternehmens zu finden. Bei seiner Markteinführung war es das leichteste Schaltwerk auf dem Markt.

### DuoPar/Eco DuoPar
Das Huret DuoPar-Schaltwerk hatte zwei Parallelogramme, was zu seinem Namen führte. Das zusätzliche Parallelogramm diente dazu, die Führungsrolle auf und ab zu bewegen. Dadurch konnte DuoPar die größte Bandbreite an Gängen bedienen, die ein Schaltwerk je bediente. Das ursprüngliche DuoPar wurde aus Titan hergestellt und war daher sehr teuer. Eine preiswertere Version namens Eco DuoPar wurde später für kurze Zeit angeboten. Das Schaltwerk wog in seiner Grundversion 280 Gramm.

### Sachs-Huret Orbit/Commander
In den 1980er Jahren kam eine Schaltung auf den Markt, die die Prinzipien der Naben- und der Kettenschaltung kombinierte: Die Hinterradnabe beherbergte eine 2-Gang-Schaltung, die im Stil der Sachs Torpedo mittels Schaltkettchen geschaltet wurde; außen war ein 6-fach-Schraubkranz mit Umwerfer angebracht, sodass 12 Gänge ermöglicht wurden. Beide wurden mit „Commander“-Indexhebeln, meist am Vorbau montiert, angesteuert. Diese Schaltungslösung war auch mit „Orbit“-Trommelbremsen von Sachs erhältlich.
Das Prinzip fand seine Fortsetzung in den „DualDrive“ genannten Lösungen von SRAM, wobei hier eine 3-Gang-Schaltnabe mit 7, 8 oder auch 9 Ritzeln kombiniert wurde.